# Riphagen. El carnisser holandés
Riphagen. El carnisser holandés (títol original en neerlandès, Riphagen) és una pel·lícula dramàtica neerlandesa del 2016 dirigida per Pieter Kuijpers sobre Dries Riphagen, un criminal neerlandès que va col·laborar amb l'Alemanya nazi. S'ha produït una versió de tres episodis en forma de sèrie de televisió, que s'ha doblat al valencià per a À Punt.